# Magique (mascote)
Magique (Magia) é o mascote Olímpico dos jogos de Inverno de 1992, em Albertville e é um pouco imp em forma de estrela e um cubo. Ele é criado por Philippe Mairesse e foi apresentado em 1989. Sua forma de estrela simboliza os sonhos e a imaginação. Suas cores vêm da bandeira francesa, com um vermelho e tinha um traje azul. Magique foi o primeiro mascote que não foi um animal desde os jogos Olímpicos de Inverno de 1976. Vários estudos, financiados pela Comissão Organizadora (COJO), foram realizados para encontrar um nome para o mascote, mas, no final, nenhum foi escolhido. No entanto, na re-leitura de sua breve, o seu criador percebeu que a palavra "magique" apareceu várias vezes e o COJO decidiram o nome da mascote do acordo. O mascote tinha um papel pedagógico: com o objetivo de informar os 7,924 Jogos de voluntários, o COJO, optou por uma auxiliado por computador programa de ensino. Magique apareceu em vários módulos de ensino e jogos.
Originalmente, o escolhido mascote era um cabra da montanha, criado pelo ilustrador Michel Pirus. Esta ideia deu lugar a em forma de estrela imp dois anos antes do início dos Jogos.